# آغاونادزور، کوتایک
آغاونادزور (به ارمنی: Աղավնաձոր) روستایی در ارمنستان است که در استان کوتایک واقع شده‌است. آغاونادزور در ۱۱ کیلومتری شمالغرب گیومری، مرکز استان شیراک واقع شده است.

## خصوصیات
آغاونادزور ۱٬۳۶۰ نفر جمعیت دارد و در ارتفاع ۱۷۵۰ متر بالاتر از سطح دریا قرار گرفته است.
| سال   | ۱۸۹۷ | ۱۹۲۶ | ۱۹۳۹  | ۱۹۵۹ | ۱۹۷۹  | ۱۹۸۹ | ۲۰۰۱  | ۲۰۰۴  |
| جمعیت | ۷۰۹  | ۸۶۸  | ۱٬۱۸۲ | ۷۳۶  | ۱٬۰۴۱ | ۹۷۱  | ۱٬۳۶۶ | ۱٬۰۷۱ |